# Sematophyllum cuspidatum
Sematophyllum cuspidatum är en bladmossart som beskrevs av Kiaer 1883. Sematophyllum cuspidatum ingår i släktet Sematophyllum och familjen Sematophyllaceae. Inga underarter finns listade i Catalogue of Life.